# Аматори (футбольний клуб)
Аматори (пол. Amatorzy Włodzimierz) — колишній футбольний клуб з міста Володимир.

## Історія
Клуб Аматори заснований у 1928 році як Володимирське єврейське гімнастично-спортивне товариство "Аматори". У 1933-1936 рр. виступав у волинському класі. Був єдиним клубом з Володимира, який виступав на другому рівні польського футбольного чемпіонату.

## Сезони
Позиції «Аматорів» у сезонах 1932-1936 рр.:
| Сезон | Результати ігор | Результати ігор                     | Результати ігор |
| Сезон | Ліга            | Ліга                                | Місце           |
| ----- | --------------- | ----------------------------------- | --------------- |
| 1932  | III             | Клас B (Волинські ОЗФ)              | 3               |
| 1933  | III             | Клас B (Волинські ОЗФ)              | 1               |
| 1934  | II              | Клас A (Волинські ОЗФ)              | 5/8             |
| 1935  | II              | Клас A (Волинські ОЗФ)              | 8/10            |
| 1936  | II              | Клас A (Волинські ОЗФ, група Луцьк) | 5/5             |

Джерело: